# MF 67
De MF 67 is een type treinstel dat dienstdoet in de Parijse metro. Na zijn indienststelling in 1967 is het type uitgegroeid tot het meestgebruikte van alle treinen op het metronet van de Franse hoofdstad. Er zijn er bijna 1.500 geleverd, waarvan er anno 2017 nog enkele honderden in dienst zijn. Hoewel er prototypes zijn getest met rubberbanden, is het type uitgeleverd met stalen wielen, wat blijkt uit de typeaanduiding: M = métro, metro, of matériel, (rollend) materieel; F = fer, ijzer; 67 = het jaar waarin de order geplaatst is.
Intussen gaat de MF 67 naar het eind van zijn levensloop en wordt het type niet meer gerenoveerd. Op lijn 2, lijn 5 en lijn 9 is de MF 67 vervangen door de nieuwe MF 01.

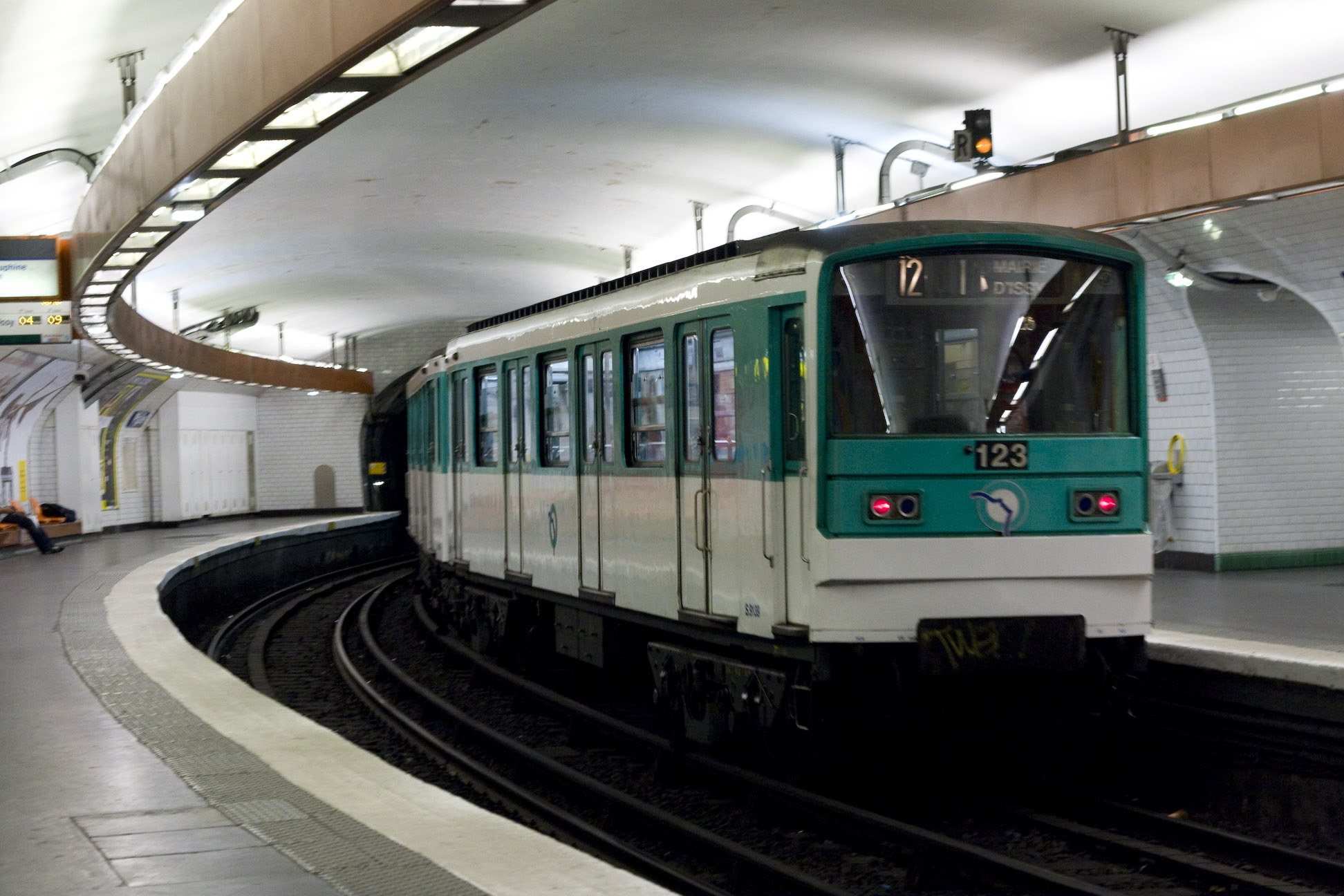
Een MF 67 van lijn 12 op station Pigalle, juli 2008
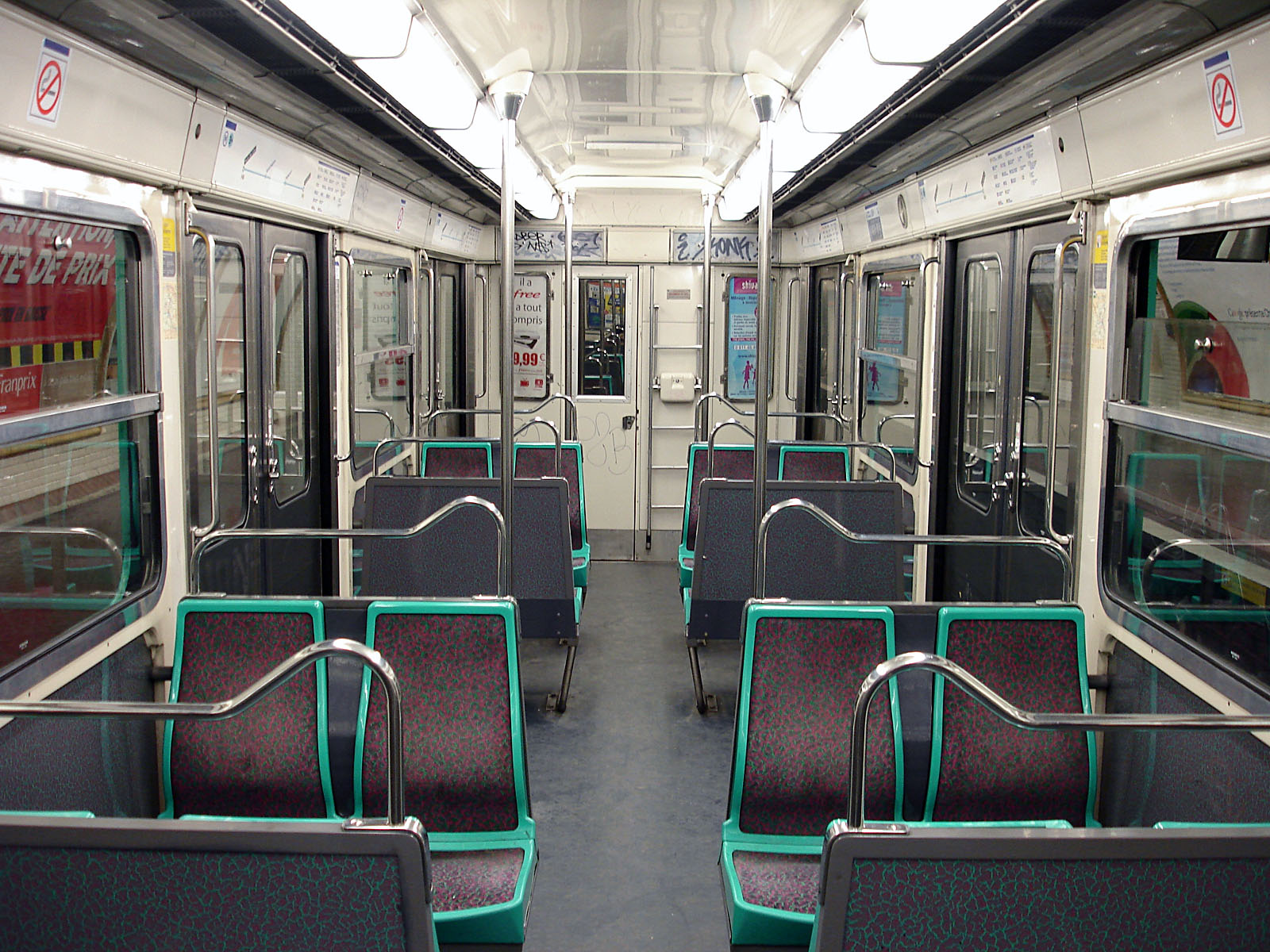
Interieur van een MF 67 op lijn 3bis in 2010. Hier rijden korte treinstellen van drie rijtuigen.
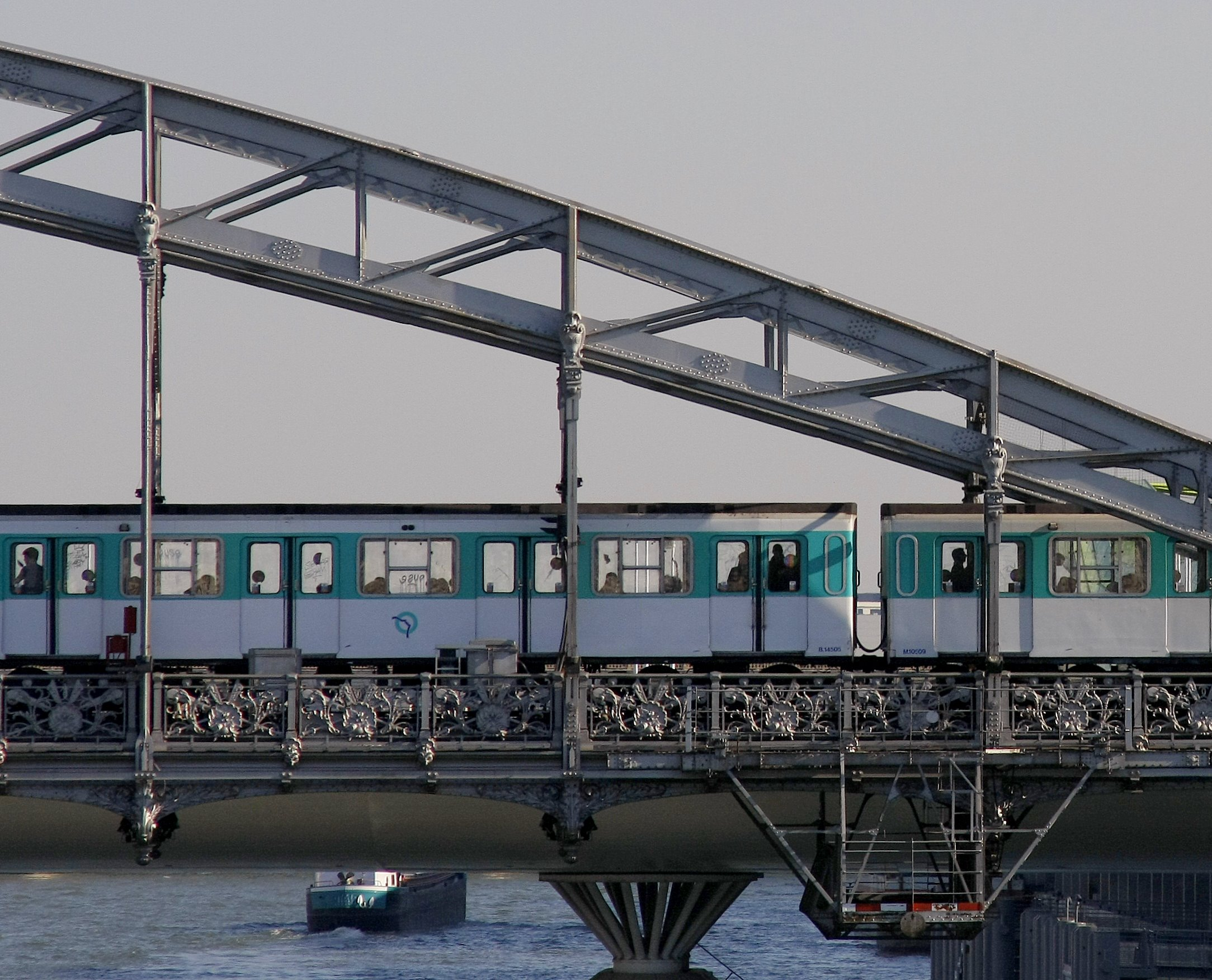
Een MF 67 van lijn 5 op het Viaduc d'Austerlitz in maart 2009

## Huidig
MF 67-treinstellen rijden op lijnen 3, 3bis, 10 en 12. Vanaf 2024 worden alle treinen geleidelijk aan door het nieuwe MF 19-materieel vervangen.
Banden: MP 59 · MP 73 · MP 89 · MP 05 · MP 14      Staal: MF 67 · MF 77 · MF 88 · MF 01 · MF 19 (toekomstig)